# Вербове (Покровська селищна громада)
Вербо́ве — село в Україні, у Синельниківському районі Дніпропетровської області. Входить до складу Покровської селищної громади Населення становить 236 осіб. Колишній орган місцевого самоврядування — Вишнівська сільська рада.

## Географія
Село Вербове розташоване в балці Калинова, по якій протікає пересихаючий струмок з загатами. На відстані 2,5 км розташоване село Вишневе.

## Історія
- Початок XIX століття — дата заснування.
- 12 червня 2020 року, відповідно до розпорядження Кабінету Міністрів України № 709-р від «Про визначення адміністративних центрів та затвердження територій територіальних громад Дніпропетровської області», увійшло до складу Покровської селищної громади[1].
- 19 липня 2020 року, в результаті адміністративно-територіальної реформи і ліквідації Покровського району, село увійшло до складу новоутвореного Синельниківського району[2].